# 布伦内罗氏瘤
布伦内罗氏瘤（Brenner tumors），是一类病发于卵巢的罕见肿瘤，它是一类表面上皮-间质肿瘤。
这类肿瘤大多数是良性肿瘤，但也可能恶化为恶性肿瘤。
大多数的病例都是在盆腔检查中偶然发现的，或在剖腹术中发现。布伦内罗氏瘤病发于其他部位的情况非常罕见，包括睾丸中。

## 病理

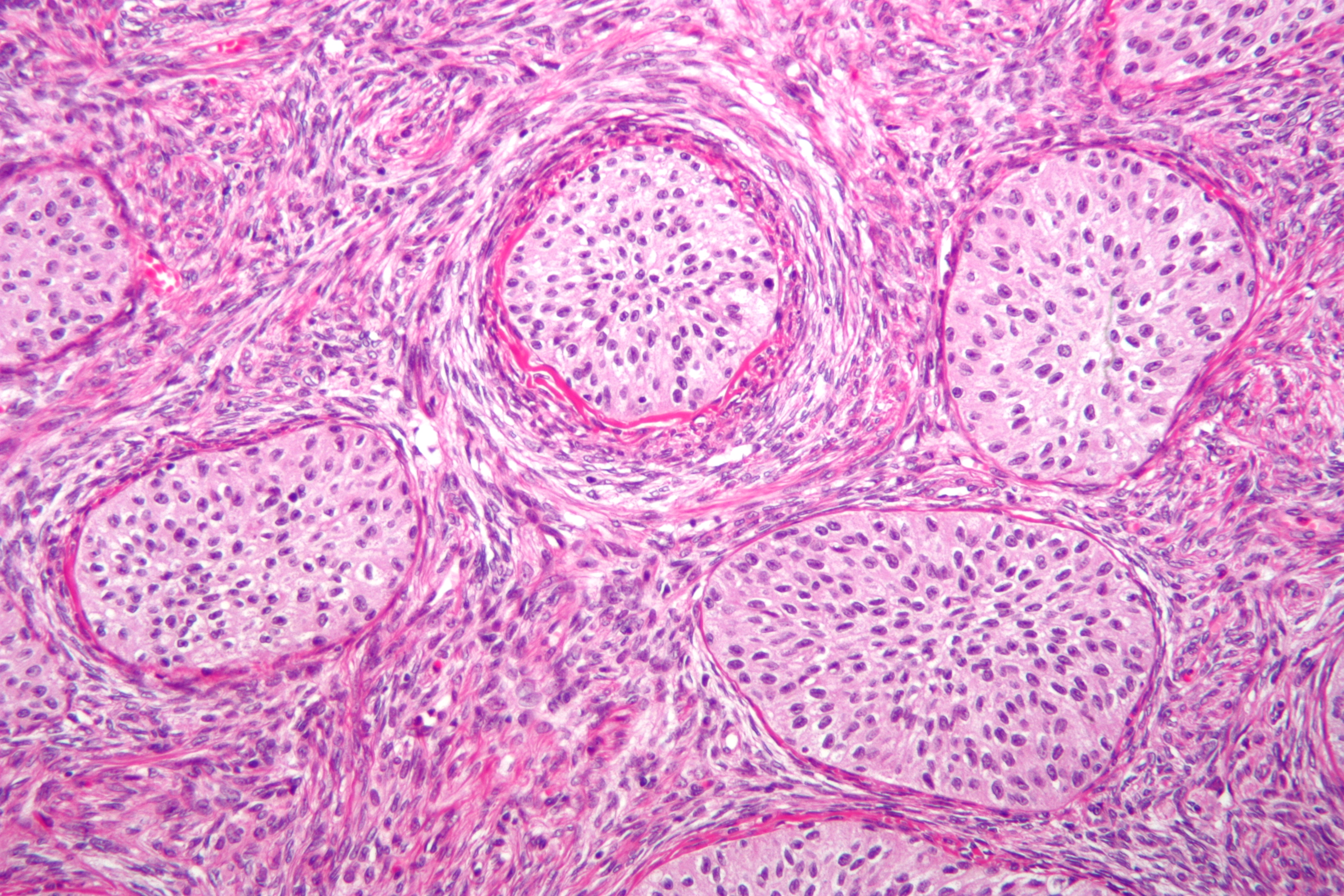
显微镜下的布伦内罗氏瘤

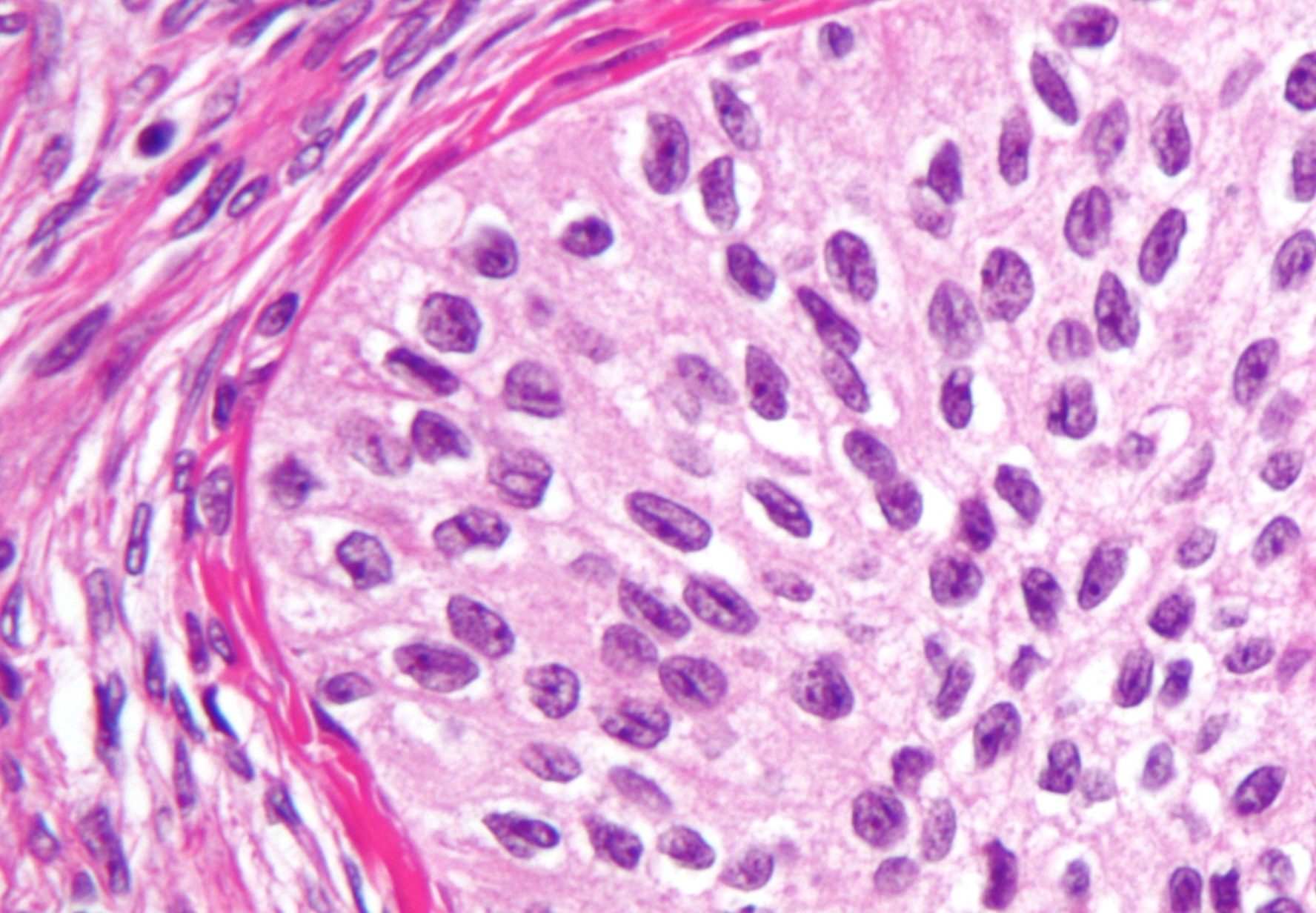
高度显微镜下的布伦内罗氏瘤呈现出咖啡豆状的原子核

在肉眼观察下，布伦内罗氏瘤通常为实性、有边缘并且淡白黄色，90%的病例发生于单侧卵巢。肿瘤大小可以从1（0.39英寸）到30（12英寸），恶性和扩散性均有可能，但非常罕见。组织学意义上，这些过渡性特征的上皮细胞中伴有纵向的核凹槽，存在于大量纤维间质中。这些过渡性细胞瘤是非常罕见实体。
布伦内罗氏瘤是以弗里茨·布伦内罗（Fritz Brenner）在1907年命名的，并在1932年，首次被罗伯特·梅耶尔（Robert Meyer）使用。

## 其他图像

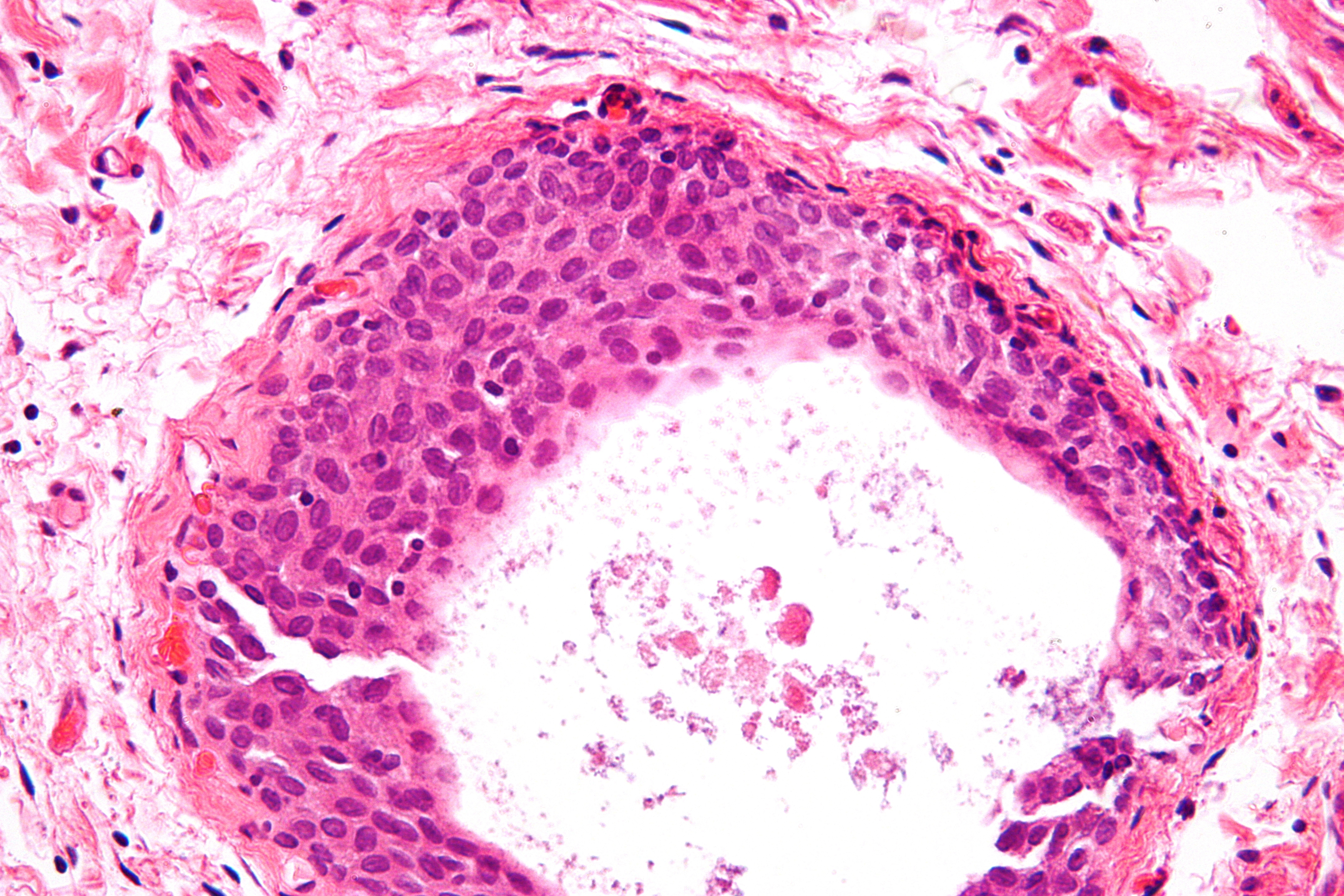
显微镜下的瓦耳塔德细胞巢（英语：Walthard cell nest），它是产生布伦内罗氏瘤的位置

## 外部资料
- . Medcyclopaedia. GE. （原始内容存档于2012-02-05）.
- Histology （页面存档备份，存于） at University of Utah